# Oyo (rijk)
Het klassieke Oyo was een rijk van het Yorubavolk, dat van rond 1400 tot 1836 bestaan heeft. Op het hoogtepunt van zijn macht strekte zijn invloed vanuit West-Nigeria tot aan de Volta in het huidige Ghana.

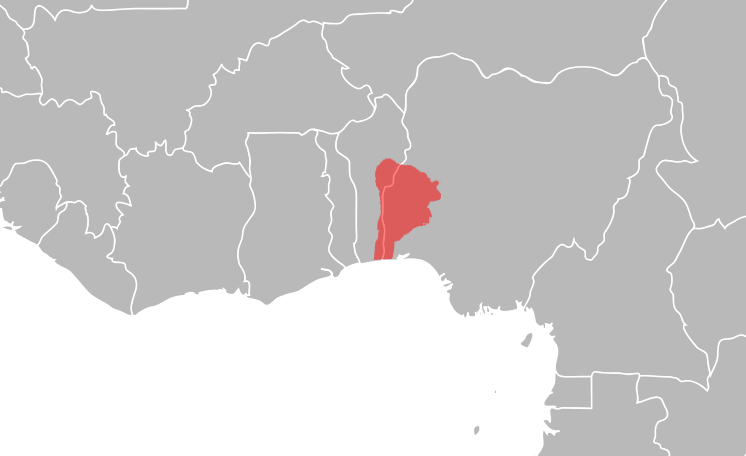
Het Oyo-rijk op het hoogtepunt van zijn macht.

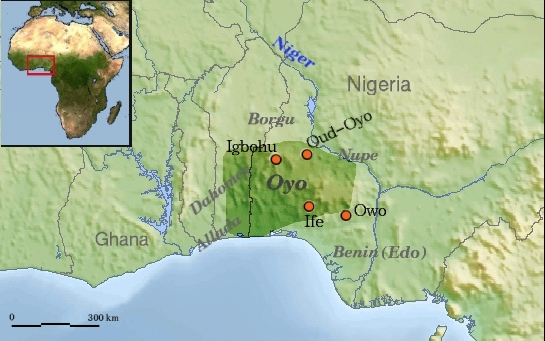
Oyo en omstreken in de achttiende eeuw.

## Ontstaan van het rijk
In de Middeleeuwen bevolkten de Yoruba het huidige zuidwesten van Nigeria, in een gebied van de kust tot aan de rivier de Niger. Oyo ontstond rond 1400. Het was van de Yorubasteden de meest noordelijke, en lag buiten het beboste kustgebied waar de meeste andere steden lagen. Het was een koninkrijk. De koningen werden alafin genoemd. Het kleine rijk werd in de eerste eeuw van zijn bestaan bedreigd door de grotere Nupe- en Borgoerijken aan zijn noordgrenzen. In het begin van de zestiende eeuw moest de koning uitwijken naar Borgoe, na een verovering door de Nupe. Toen de alafins konden terugkeren, hebben ze een nieuwe hoofdstad, Igbohu, gesticht. Onder de alafin Orompoto werd het leger gemoderniseerd. Een innovatie was daarbij de invoering van een cavalerie. De Yoruba konden zelf geen paarden fokken vanwege het voorkomen van de tsé-tsévlieg in hun regio. De paarden verkreeg Orompoto door handel met de noordelijke buurlanden. Er ontstond een handelsnetwerk met de Hausa-steden en de regio stroomopwaarts op de Niger. Oyo voerde katoenweefsels en ijzer- en bronsprodukten uit.

## Expansie en verval
Beginnend in de zeventiende eeuw, viel de expansie van het Oyo-rijk samen met het hoogtepunt van de Afrikaanse slavenhandel. Toen het machtige leger van Oyo aan zijn doel van bestrijding van zijn noorderburen voldeed, werd de aandacht naar het zuiden verlegd. Bij veroveringen werd aan de onderworpen gebieden de verplichting opgelegd soldaten ter beschikking te stellen, die extra eenheden voor het leger vormden. Met het klassieke Benin aan de oostgrens en Nupe en Borgoe in het noorden, geschiedde de expansie vooral naar het zuidwesten. De daar liggende Yorubarijken werden onderworpen. Ten westen van deze rijken, in het huidige Benin en Togo, lagen de koninkrijken van de Aja-Fon, met name Allada en Dahomey. Het eerste bood weinig weerstand. Het laatste rijk werd aan de wil van Oyo onderworpen in twee militaire campagnes, een van 1724 tot 1730, en een van 1739 tot 1748. Het bleef tribuutplichting tot 1821. Oyo, dat niet meer in staat was zijn wil aan Dahomey op te leggen, viel in 1836 uiteen onder druk van de expansie van het Fularijk.

## Staatsinrichting
Oyo was in beginsel een militaire staat. Het rijk ontstond uit militaire expansie, gefinancierd door tributen uit onderworpen gebieden. Tegelijkertijd maakte de religie een belangrijk onderdeel uit van de staat. De religie was gericht op zogenaamde Orisa's. Deze vormden de schakel tussen mens en god. Orisa's kwamen voort uit vergoddelijking van historische of mythische helden, of berustten op associaties met natuurverschijnselen. Elke Orisa had zijn eigen cultus, inclusief eigen priesters die op de riten toezagen. De priesters van de ziener-orisa Ifa moesten zo hun akkoord geven voor beslissingen aangaande de toekomst van de staat. Het waren priesters van de Orisa Sango, die naar de provincies en veroverde gebieden werden gezonden voor de heffing van de tribuut, waarvan de centrale staat afhankelijk was. Troonopvolging werd in praktijk lange tijd beslist door een raad van zeven leden, de oyo mesi, tot latere koningen een geheim genootschap, de Ogboni oprichten om tegenwicht te bieden aan dit staatsorgaan.